# Каложа црква
Каложа црква Св. Бориса и Глеба ( белоруски : Каложская царква, Царква Св. Барыса і Глеба ) је најстарија сачувана грађевина у Гродно, Белорусија . То је једини сачувани споменик древне црнорусинске архитектуре, који се од осталих православних цркава издваја по богатој употреби полихромног фасетираног камена плаве, зелене или црвене боје који се може распоредити у облику крстова или других фигура на зиду.

## Архитектура
Црква је крсто-куполна грађевина коју подупире шест кружних стубова. Споља је артикулисана истуреним пиластерима, који имају заобљене углове, као и сам објекат. У предброду се налази поткровље за певнице, коме се приступа уским степеништем на западном зиду. У зидовима бочних апсида откривене су још две степенице; њихова сврха није јасна. Под је обложен керамичким плочицама које формирају украсне шаре. Унутрашњост је била обложена безбројним уграђеним врчевима, који обично служе у православним црквама као резонатори, али су у овом случају направљени да производе декоративне ефекте. Из тог разлога, централни део брода никада није био осликан.

## Историја
Црква је саграђена пре 1183. године и остала је нетакнута, коју је 1840-их приказао Михал Кулеша, све до 1853. године, када се јужни зид срушио, због свог опасног положаја на високој обали Немана. Током рестаураторских радова, неке фрагменте фресака из 12. века открио је у апсидама историчар архитектуре Василиј Гријазнов . Остаци још четири цркве у истом стилу, украшене крчагом и шареним камењем уместо фресака, откривени су у Гродну и Вавкависку . Сви датирају са почетка 13. века, као и остаци прве камене палате у Старом Гроднонском замку .
Године 2004. црква је додата на Пробну листу светске баштине УНЕСЦО-а .